# Scopula neophyta
Scopula neophyta là một loài bướm đêm trong họ Geometridae.